# Kokkoka (Beiname)
Kokkoka (altgriechisch Κοκκώκα Kokkṓka) ist eine Epiklese der griechischen Göttin Artemis, mit der sie im Zeusheiligtum in Olympia verehrt wurde.
Pausanias berichtet von sieben Altären der Artemis in Olympia, an denen monatliche Opfer abgehalten wurden. Der sechste davon war der Altar der Artemis Kokkoka. In der zeitlichen Abfolge der abgehaltenen Opferhandlungen wird er zwischen einem Altar eines Apollon ohne Beinamen und einem des Apollon Thermios genannt. Die Bedeutung der Epiklese war bereits Pausanias unklar und konnte bislang auch nicht geklärt werden.